# Zapasy na Igrzyskach Ameryki Południowej 1998
Turniej w ramach Igrzysk w Ekwadorze 1998 rozegrano w październiku w mieście Paute.

## Tabela medalowa
Gospodarz zawodów został zaznaczony kolorem.
| Poz.    | Państwo   |    |    |    | Łącznie |
| 1       | Wenezuela | 11 | 1  | 2  | 14      |
| 2       | Peru      | 3  | 9  | 2  | 14      |
| 3       | Argentyna | 1  | 1  | 8  | 10      |
| 4       | Kolumbia  | 1  | 1  | 2  | 4       |
| 5       | Ekwador   | 0  | 2  | 1  | 3       |
| 6       | Brazylia  | 0  | 1  | 1  | 2       |
| 7       | Chile     | 0  | 1  | 0  | 1       |
| Łącznie | Łącznie   | 16 | 16 | 16 | 48      |

## Wyniki

### W stylu klasycznym
| Waga   | złoty            | srebrny         | brązowy           |
| ------ | ---------------- | --------------- | ----------------- |
| 54 kg  | David Ochoa      | Joël Basaldúa   | Abel Contreras    |
| 58 kg  | Jairo Alvarado   | Sidney Guzmán   | Víctor Capacho    |
| 63 kg  | Endrix Arteaga   | Enrique Cubas   | Santiago Pizani   |
| 69 kg  | Yorli Patiño     | Luis Izquierdo  | Ariel Mild        |
| 82 kg  | Paul Pérez       | Carlos Albrecht | Gonzalo Peláez    |
| 85 kg  | Javier Broschini | Víctor Parreño  | Mário de Oliveira |
| 97 kg  | Edward Díaz      | Lucio Vásquez   | Daniel Iglesias   |
| 130 kg | Rafael Barreno   | Carlos Nancuvil | Juan Cruz         |

### W stylu wolnym
| Waga   | złoty           | srebrny        | brązowy          |
| ------ | --------------- | -------------- | ---------------- |
| 54 kg  | José Barreto    | Carlos Moreira | Freddy Tineo     |
| 58 kg  | Luis Cortés     | Endrix Arteaga | Ramiro Maggiolo  |
| 63 kg  | José Paico      | Lucas Garralda | Jhonny Cedeño    |
| 69 kg  | Juan Suárez     | David Cubas    | Edison Hurtado   |
| 76 kg  | Lucas Barrera   | Víctor Parreño | Gonzalo Peláez   |
| 85 kg  | Carlos Albrecht | Sebastián Ruíz | Daniel Iglesias  |
| 97 kg  | Lucio Vásquez   | Antoine Jaoude | Edgar Becerra    |
| 130 kg | Yonsy Sánchez   | Juan Cruz      | Daniel Klibansky |